# Melittia xanthogaster
Melittia xanthogaster là một loài bướm đêm thuộc họ Sesiidae. Nó được tìm thấy ở Kenya.